# Kínok kertje

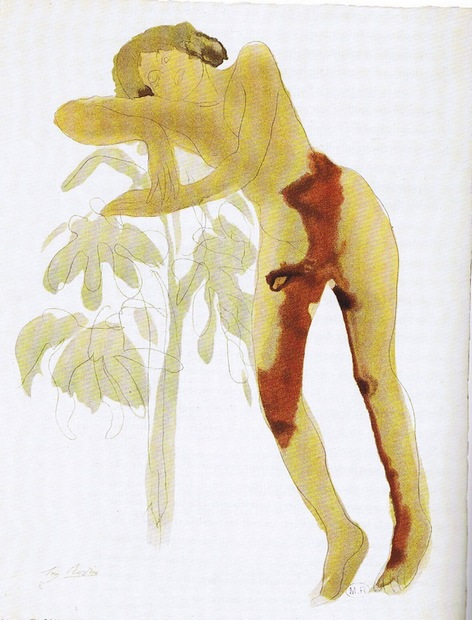
Auguste Rodin: lithographie pour Le Jardin des supplices, Ambroise Vollard, 1902

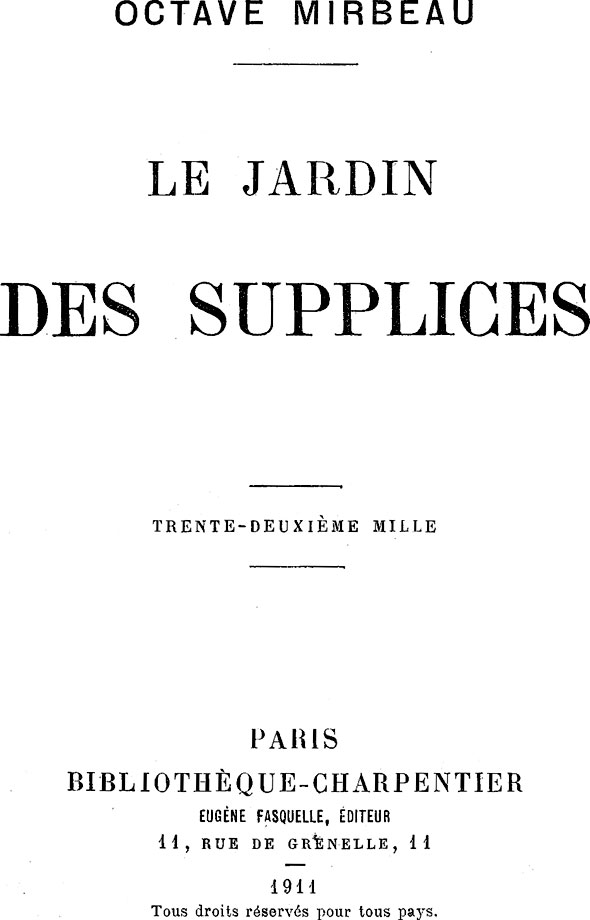
Kínok kertje

A Kínok kertje Octave Mirbeau francia regényíró egyik legnagyobb sikert arató regénye. 1899 júniusában jelent meg Charpentier-Fasquelle kiadásában.

## Cselekménye
|  | Alább a cselekmény részletei következnek! |

## A regény

### Egy zavarba ejtő mű
A regény a Dreyfus-ügy idején jelent meg, nem sokkal Alfred Dreyfus ügyének rennes-i újratárgyalása előtt. Mirbeau műve korábban született, egymástól független, különféle stílusú, különböző korokban játszódó szövegek montázsa. Az első rész, a „Bevezetés” „a gyilkolás törvényéről” szóló cikkekből áll össze, ez a kerettörténet egy pozitivista értelmiségekből álló vacsoratársaság beszélgetését viszi színre. Eztán következik a „Kínok kertje” című betéttörténet, amelyet az egyik vacsoravendég mesél el. Ennek első része a „Küldetésben”: a Harmadik Köztársaság Franciaországának vitriolos karikatúráját olvashatjuk. Az anonim narrátort, akinek a jelenléte egyre zavaróbb az őt pártfogoló korrupt miniszter számára, Ceylonba küldik embriológiai kutatások elvégzése céljából… A regény harmadik részében (tehát a betéttörténet második részében), amelynek szintén „Kínok kertje” a címe, a narrátor egy furcsa, perverz és hisztérikus angol nő, Clara társaságában látogatást tesz egy kínai fegyenctelepen, ahol az elítéltek a legválogatottabb kínzásoknak vannak kitéve.
A hangnemek keveredése, a valószerűség, a hihetőség kódjainak áthágása miatt a regény kritikai távlatba helyezi a realista-naturalista regényhagyományt, és Mirbeau utolsó alkotói korszakát előlegezi.

### A gyilkolás törvénye
Az olvasó rossz érzését nemcsak a válogatott (harangozással, simogatással, sőt patkánnyal végrehajtott) kínzások ábrázolása váltja ki, hanem már a történet elején található értelmiségi vita is. A beszélgető „értelmiségi”-ek szerint ugyanis az ölés minden létező társadalom – beleértve az úgynevezett „civilizált társadalmat is – egyik alaptörvénye. A szadista kínzások leírását pedig a fekete humor egészíti ki: ennek egyik példája a kövér kínai hóhér monológja szakmájának szépségeiről, a régi értékek eltűnéséről. Az egész regényen végigvonuló ambivalencia destabilizálja az olvasó hagyományos szerepét.

### Egy irodalmi szörnyszülött
Mirbeau e „regénye” besorolhatatlan bármiféle műfaji kategóriába, különféle tradíciókat sző egybe. Beavatás-regény, hiszen a narrátor Clara segítségével felfedezi, bejárja a lélek sötét oldalát. A szöveg olvasható az emberi sors kegyetlen metaforájaként, miközben leleplezi az angol és a francia gyarmatosítás kegyetlenségeit, illetve a nyugati pszeudo-civilizáció, és annak úgynevezett humanista értékeinek kegyetlen szatíráját is adja, ugyanakkor az irodalmi fekete humor iskolapéldájának is tekinthető.
|  | Itt a vége a cselekmény részletezésének! |

## Magyarul
Mirbeau e regénye először 1921-ben jelent meg a Népszava könyvkereskedés gondozásában, Gergely Győző és Schöner Dezső fordításában. Későbbi kiadását Kőrösi Zoltán fordította (O.M.: Kínok kertje, Pán, 1990), ám ekkor – sajnálatos módon – a szöveg csonka formában került az olvasó elé. Kimaradt a teljes első rész, eltűntek a regényszövegből a politikai és kulturális utalások, sőt, a regény végkifejlete is más, a szöveg gerincét pedig a kínzások leírása teszi ki. Mindennek megfelelően a magyar olvasónak óvakodnia kell: a regény átírásával van dolga, nem pedig annak fordításával!
- Kínok kertje. Regény; ford. Gergely Győző, Schöner Dezső; Népszava, Bp., 1921
- Kínok kertje; átdolg. Kőrösi Zoltán; Pán, Bp., 1990

## Adaptációk
A regény színpadi adaptációját Pierre Chaine és André de Lorde készítette el, amelyet a Grand-Guignol-színház mutatott be 1922. október 28-án. A mű 1977-es, szabad filmadaptációját Christian Gion rendező jegyzi, a főszerepekben Roger Van Hoollal és Ysabelle Lacamp-mal. 